# Drainage chirurgical
Pour les articles homonymes, voir Drainage.
En médecine, le terme « drainage » désigne la mobilisation soit vers l’extérieur de l’organisme soit vers une structure de collection à l’intérieur de l'organisme, de substances liquidiennes ou de masses gazeuses qu’elles soient  physiologiques ou pathologiques.

## Description

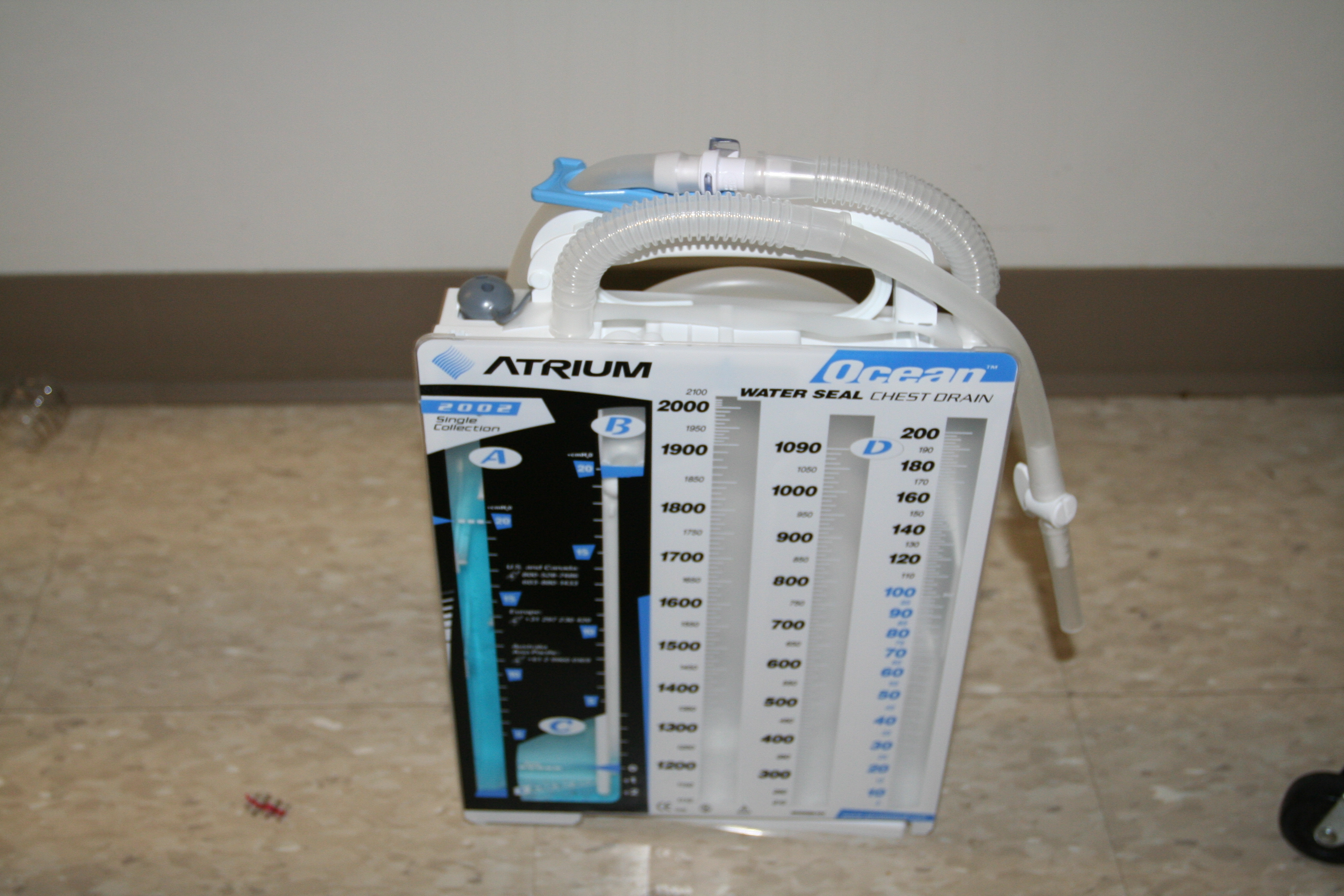
Machine d'aspiration pleurale.

On distingue plusieurs formes de drainage chirurgical à différencier du drainage médical :
- le méchage : une mèche (du latin myxa : mèche) pour le drainage est une bande de tissus ou de gaze, mise en place dans une cavité, pour en évacuer un abcès ou un hématome par phénomène de capillarité ;
- le drain de Mikulicz[1] : pansement ayant pour but d'assurer le drainage de la cavité abdominale par capillarité (essentiellement en cas de survenue d'une péritonite, d'origine colique, par exemple) : compresse de grande taille placée dans la cavité infectée et remplie de mèches ;
- le drain de Redon-Jost, ou Redon : mis au point par le français Henri Redon et son interne, Jost en 1954. Il s'agit d'un tube de matière souple, percé de nombreux trous, placé à l’intérieur du corps après une intervention chirurgicale. L'autre extrémité est reliée à un dispositif qui permet d'aspirer le contenu du tube (sécrétions provenant de la région opérée : sang, liquide séreux, extravasation…) à l'aide d'un appareil d'aspiration utilisant le vide (à l’origine, il s’agissait de flacons en verre étanche dans lesquels on avait provoqué du vide). D'autres modèles sont utilisés : drain de Davol, drain de Worth, Jackson-Pratt… mais tous suivent le même principe. Aujourd'hui les machines performantes en technologie sont mises sur le marché (en particulier pour les aspirations pleurales[2] afin de contrôler la dépression appliquée sur la cavité à vider, qui utilisent le même principe que la colonne de Jeanneret) ;
- le drainage en séton : du latin seta « soie », en anglais seton utilise des crins (souvent appelés « crins de Florence ») qui sont introduits dans le trajet infecté (fistule anale par exemple) que l'on veut traiter et ressortent à ses deux extrémités. La traction sur les crins permet la superficialisation progressive du trajet et ainsi son drainage et sa guérison ;
- le drain de Kehr : mis au point par l'Allemand Hans Kehr, en forme de T, est utilisé pour permettre la cicatrisation d'une cholédocotomie (ouverture chirurgicale du conduit cholédoque pour extraction de calculs). Placé dans le cholédoque, il permet à la bile de s'évacuer vers l'extérieur de l'abdomen et de calibrer la cicatrisation pour éviter une sténose séquellaire[3] (autres drains : Pedinelli (drain biliaire placé à travers le canal cystique (canal de la vésicule biliaire) dans la voie biliaire principale et extériorisant la bile hors de l'abdomen ;
- le drain d'Escat, ou endoprothèse : mis au point par le Français Jean Escat, est utilisé pour réaliser une dérivation biliaire, vers le duodénum ou l'intestin grêle ;
- l'aspiration par les voies naturelles : la broncho-aspiration, pour aspirer les sécrétions provenant des bronches et des poumons ; l’aspiration gastrique pour évacuer l’estomac de ses sécrétions naturelles ; sondage urinaire pour vider la vessie (en cas de rétention aiguë d'urine ou de gêne mictionnelle)... ;
- la dérivation du liquide cérébrospinal : au cours de l'hydrocéphalie. Elle permet de vider, de manière permanente, le liquide cérébrospinal retenu à l'intérieur des ventricules du cerveau pour compenser une évacuation physiologique défaillante[4] : ventriculo-cisternostomie, dérivation ventriculo-atriale, dérivation ventriculo-péritonéale de Kaush et Cone[5].